# Conasprella ichinoseana
El Conasprella ichinoseana es una especie de caracol de mar, un molusco gasterópodo marino en la familia Conidae, los caracoles cono y sus aliados.
Estos caracoles son depredadores y venenosos. Son capaces de "picar" a los seres humanos y seres vivos, por lo que debe ser manipulado con cuidado o no hacerlo en absoluto.

## Descripción
El tamaño de la concha del adulto varía entre 50 mm y 105 mm.

## Distribución
Esta especie se encuentra en el Océano Pacífico desde las Filipinas a Japón, a lo largo del noroeste de Australia y Nueva Caledonia, en el Mar Meridional de China a lo largo de Vietnam.